# Silverlink

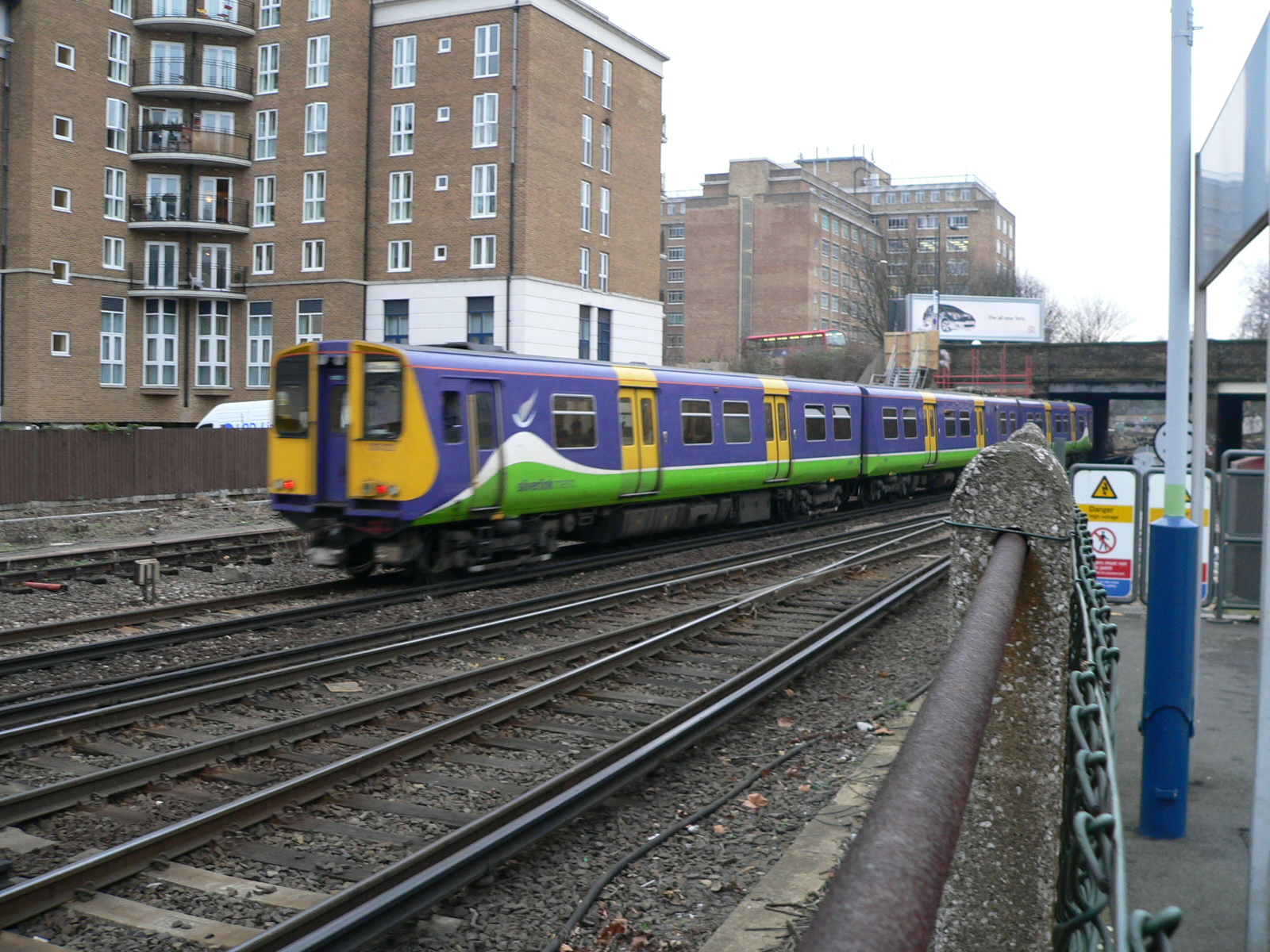
Een trein in de kleuren van Silverlink.

Silverlink was tot 2007 een Britse spoorwegonderneming die treindiensten uitbaat ten noordwesten van Londen. Het netwerk was opgesplitst in twee takken:
- Silverlink County: Expresstreinen tussen Londen Euston, Northampton en Bedford. Deze dienst is verdeeld over drie lijnen
  - London Euston - Northampton
  - Watford Junction - St. Albans
  - Bletchley - Bedford

Er werd gebruikgemaakt van nieuwe Class 350 Desiro-elektrische treinstellen en van Class 321 elektrische treinen uit 1989. Ook werden er dieseltreinen gebruikt.
- Silverlink Metro: De voorstadsroute tussen West-, Noord- en Oost-Londen.
  - Richmond - North Woolwich (North London Line)
  - London Euston - Watford Junction
  - Willesden Junction - Clapham Junction
  - Gospel Oak - Barking

Silverlink Metro maakte gebruik van Class 313 elektrische treinstellen op geëlektrificeerde routes en van Class 150 Sprinter dieseltreinstellen op niet-geëlektrificeerde trajecten.
De aandelen van het bedrijf zijn in handen van de National Express Group, die ook eigenaar is van National Express East Anglia, wagn, Wessex, Midland Mainline enzovoort.